# Стюарт, Эсме, 1-й герцог Леннокс
Эсме Стюарт (англ. Esmé Stuart; 1542 — 26 мая 1583) — 1-й герцог Леннокс с 1581 года, 7-й граф Леннокс с 1580 года, сеньор д’Обиньи с 1567 года, шотландский государственный деятель конца XVI века, первый фаворит короля Шотландии Якова VI Стюарта.

## Молодые годы
Единственный сын Джона Стюарта (ок. 1519 — 31 мая 1567), 5-го сеньора д’Обиньи (1543—1567), и Анны де Ла Кёй (ум. ок. 1579), дочери Франсуа де Ла Кёй, сеньора де Ла Кёй, и Анны де Роган, внук Джона Стюарта, 3-го графа Леннокса.
Племянник Мэтью Стюарта, 4-го графа Леннокса и регента Шотландии в 1570—1571 годы, что делало его ближайшим родственником короля Якова VI по отцу, лорду Дарнли.
Эсме Стюарт унаследовал в 1567 году от своего отца сеньорию Обиньи во Франции и провёл свою молодость при дворе французского короля. Однако смерть в 1576 году его двоюродного брата Чарльза, 5-го графа Леннокса, без наследников мужского пола открыла перед Эсме возможность приобретения графства Леннокс в Шотландии, поскольку новый граф, Роберт Стюарт, был шестидесятилетним бездетным стариком. В сентябре 1579 года Эсме вернулся в Шотландию.

## Фаворит короля
Тридцатисемилетний Эсме Стюарт, прекрасно знакомый с французским и другими европейскими королевскими дворами, быстро завоевал симпатии четырнадцатилетнего короля Якова VI, который никогда не знал отцовского воспитания и с годичного возраста находился под опекой сменяющих друг друга регентов. По всей видимости, в отношениях короля и Эсме Стюарта была и сексуальная составляющая. Как бы то ни было, именно Эсме стал первым в длинном ряду фаворитов короля Якова VI. В начале 1580 года король принудил Роберта Стюарта уступить графство Леннокс Эсме, а в 1581 году возвёл фаворита в титул герцога Леннокса, передал ему замок Дамбартон и включил в состав Тайного совета. Возвышение Эсме Стюарта означало конец правления регента Мортона: 31 декабря 1580 года регент был арестован, а в июне следующего года казнён.

## Правление Леннокса в Шотландии
В период правления Леннокса в Шотландии окончательно оформляются две основные политические группировки, определившие пути развития страны в будущем: радикальные протестанты-пресвитериане во главе с графом Ангусом и консерваторы (иногда именуемые «католической партией», хотя католиков среди них было меньшинство) во главе с графом Хантли. Первые ориентировались на Англию и опирались на шотландское духовенство, вторые искали союза с Францией и Испанией и представляли интересы крупной знати.
Леннокс не принадлежал ни к одной из этих группировок. Однако он был тесно связан с Францией и дал разрешение на деятельность в Шотландии иезуитов, которые в 1580—1581 годы вступили в контакт с лидерами шотландских консерваторов и обсуждали перспективы испанской интервенции для реставрации католичества в Шотландии. Следует отметить, что Елизавета I, королева Англии, готовящаяся к войне с Испанией, не вмешивалась во внутренние дела Шотландии и не выступала против правления Леннокса. Тем не менее в самой Шотландии радикальные протестанты активно пытались организовать свержение фаворита. Заговор Ангуса в 1582 году, однако, провалился, и граф был вынужден бежать в Англию. Более серьёзным испытанием для режима стала резкая оппозиция шотландского духовенства, требующего реформ в пресвитерианском духе и подозревающего Леннокса в симпатиях к католицизму. Отказ национальной церкви от сотрудничества с Ленноксом фактически парализовал королевскую власть в религиозных делах. Попытки Якова VI и Леннокса успокоить протестантов путём утверждения в 1581 году Негативного исповедания протестантства, отрицающего католические догматы, успеха не принесли.

## Свержение Леннокса
Кульминацией противостояния Леннокса и протестантов стали события августа 1582 года. Неожиданно вспыхнул мятеж радикальных пресвитериан во главе с графом Гоури, которым удалось захватить короля Якова VI. Леннокс был вынужден бежать из Шотландии во Францию, где вскоре скончался. К власти в Шотландии пришли радикальные протестанты.

## Семья и дети
Около 1572 года женился на французской дворянке Кэтрин де Бальзак (? — ок. 1631), дочери Гийома де Бальзака (ум. 1555), сеньора д’Антраг и Маркусси, и Луизы д’Юмвьер. Дети:
- Габриэль Стюарт
- Генриетта Стюарт (ок. 1573 — 1642), жена Джорджа Гордона (1562—1636), 1-го маркиза Хантли (с 1599)
- Людовик Стюарт (1574—1624), 2-й герцог Леннокс (1583—1624)
- Эсме Стюарт (1579—1624), 3-й герцог Леннокс (1624)
- Мэри Стюарт (ок. 1582—1644), жена Джона Эрскина (ок. 1558 — 1634), 18-го графа Мара (1572—1634)